# オークランド国際空港 (ニュージーランド)
オークランド国際空港（オークランドこくさいくうこう、英語: Auckland International Airport、マオリ語: Te Papa Waka Rererangi o Ākarana）は、ニュージーランド・オークランド市中心部から南へ約20kmの郊外マンゲレ地区に位置する国際空港である。

## 概要
1966年1月29日に開港した。空港用地には
1928年設立の航空学校「オークランド・エアロクラブ」が存在したが、この学校はアドモア空港へ移転した。
1本の滑走路で1時間あたり45機の離着陸処理ができるニュージーランド最大の空港であり、ニュージーランド航空のハブ空港である。世界各国と直行便が就航し、海外から年間1,100万人以上の旅客が利用する。ニュージーランドを訪れる外国人の約７割がオークランド空港に到着する（2018年）。
1998年に民間企業の運営する空港となった。運営会社はニュージーランド証券取引所とオーストラリア証券取引所に上場しており、S&P/NZX 50に採用されている。
2019年9月11日に5年間の国際線ターミナル改修工事が完了した。新ターミナルには広々とした座席エリアがあり、最新のバスルームや充電設備、飲食店14店舗、リテール32店舗がオープンし旅客に好評となった。

特徴としては国際線ターミナルと国内線ターミナルが独立している事である。内部通路もないので乗り継ぎなどで両者を行き来する場合には建物を出て連絡バスを利用するか、あるいは10分ほど野外の歩道に沿って歩く必要がある。

## 利用実績
2018年の旅客数は2102万人で、ニュージーランドの空港で1位だった。旅客の行き先の上位は、国内線はクライストチャーチ、ウェリントン、クイーンズタウン、国際線はシドニー、メルボルン、ブリスベンだった。

## 将来計画
オークランド都市圏の拡大に合わせて航空需要は伸びると予測されており、2本目の滑走路と空港ターミナルの拡張が計画されている。現在は離れている国内線と国際線ターミナルを一体化する予定である。

## 就航路線・航空会社

### 国内線
| 航空会社               | 目的地 |
| ---------------------- | --- |
| ニュージーランド航空   | クライストチャーチ、ウェリントン、ダニーデン、クイーンズタウン、インバーカーギル、ブレナム、ネルソン、パーマストンノース、ネーピア、ニュープリマス、タウポ、ギズボーン、ロトルア、タウランガ、ファンガレイ 、ケリケリ |
| エア・チャタム         | チャタム諸島、ファカタネ、ワンガヌイ、パラパラウム |
| グレート・バリアー航空 | グレートバリア島、カイタイア、フィティアンガ |
| ジェットスター航空     | クライストチャーチ、ダニーデン、クイーンズタウン、ウェリントン |

### 国際線
| 航空会社                             | 目的地 |
| ------------------------------------ | --- |

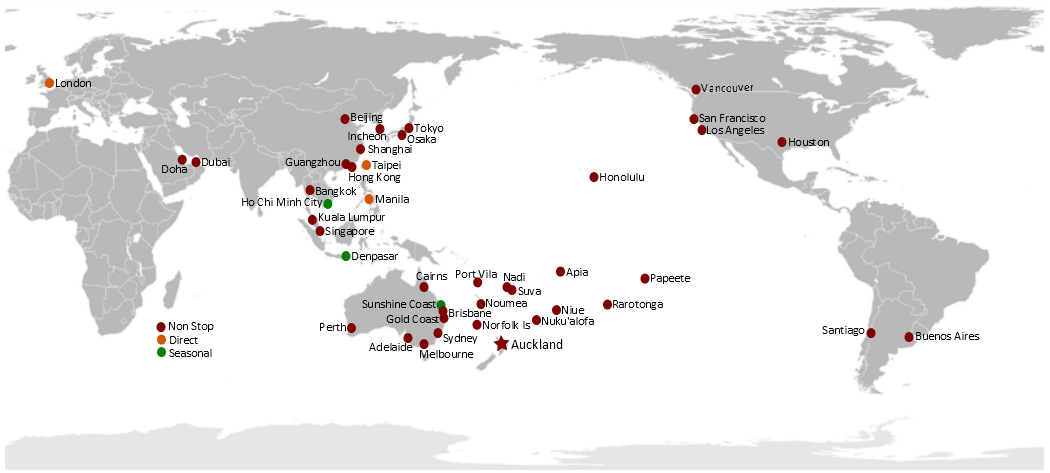
オークランド空港国際線就航都市一覧

| ニュージーランド航空                 | アジア : 東京/成田、ソウル/仁川、香港、上海/浦東、台北/桃園、シンガポール、デンパサール（季節運航） オーストラリア : アデレード、ブリスベン、ゴールドコースト、メルボルン、パース、シドニー、ホバート 季節運航 : ケアンズ、サンシャイン・コースト オセアニア : アピア、ホノルル、ナンディ、ニウエ、ヌーメア、ヌクアロファ、パペーテ、アバルア 北アメリカ : ニューヨーク/JFK、ロサンゼルス/LAX、サンフランシスコ、シカゴ/ORD、ヒューストン、バンクーバー |
| エア・チャタム                       | ノーフォーク島 |
| カンタス航空                         | シドニー、メルボルン、ブリスベン、パース(2025年12月8日より運航開始予定)、ニューヨーク/JFK |
| ジェットスター航空                   | シドニー、ブリスベン、メルボルン、ゴールドコースト、アバルア |
| フィジー・エアウェイズ               | ナンディ |
| バヌアツ航空                         | ポートビラ |
| エア・カレドニア・インターナショナル | ヌーメア |
| エア・タヒチヌイ                     | パペーテ、ロサンゼルス/LAX（パペーテ経由） |
| 大韓航空                             | ソウル/仁川 |
| チャイナエアライン                   | 台北/桃園、ブリスベン |
| キャセイパシフィック航空             | 香港 |
| 中国国際航空                         | 北京/首都 |
| 中国東方航空                         | 上海/浦東、シドニー、杭州（シドニー経由) |
| 中国南方航空                         | 広州 |
| 海南航空                             | 深圳、海口 |
| シンガポール航空                     | シンガポール |
| マレーシア航空                       | クアラルンプール |
| バティック・エア・マレーシア         | クアラルンプール（パース経由)、パース |
| エミレーツ航空                       | ドバイ |
| カタール航空                         | ドーハ |
| エア・カナダ                         | 季節運航 : バンクーバー |
| アメリカン航空                       | 季節運航 : ロサンゼルス、ダラス/フォートワース |
| デルタ航空                           | 季節運航 : ロサンゼルス |
| ユナイテッド航空                     | サンフランシスコ、ロサンゼルス |
| ハワイアン航空                       | 季節運航 : ホノルル |
| LATAM チリ                           | サンティアゴ、シドニー |

### 貨物便
| 航空会社                                                             | 目的地                                   |
| -------------------------------------------------------------------- | ---------------------------------------- |
| パーセル航空 運航は エアワーク                                       | クライストチャーチ、パーマストンノース   |
| DHLアビエーション 運航は タスマン貨物航空                            | ヌーメア、シドニー                       |
| フェデックス・エクスプレス                                           | ホノルル、ロサンゼルス、シドニー         |
| カンタス・フライト 運航は アトラス航空                               | シカゴ、ホノルル、ロサンゼルス、シドニー |
| カンタス・フライト 運航は エクスプレス・フライターズ・オーストラリア | ケアンズ、クライストチャーチ、シドニー   |
| シンガポール航空カーゴ                                               | メルボルン、シンガポール、シドニー       |

### 就航都市
ニュージーランド国内
- 北島

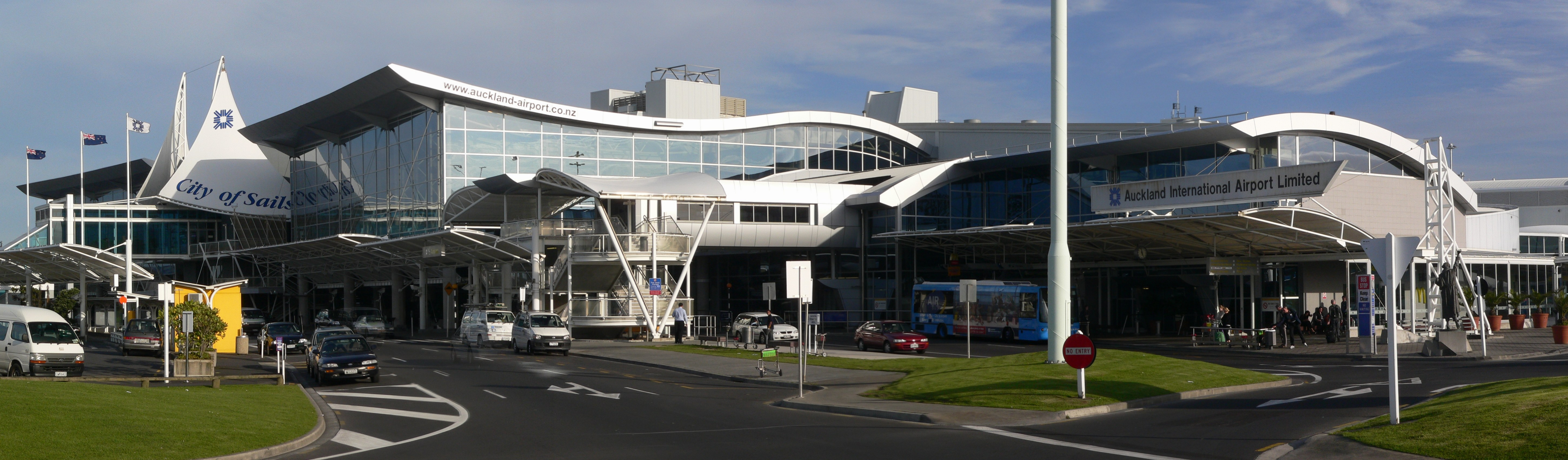
「帆の街」と呼ばれるオークランドをイメージした空港ターミナル

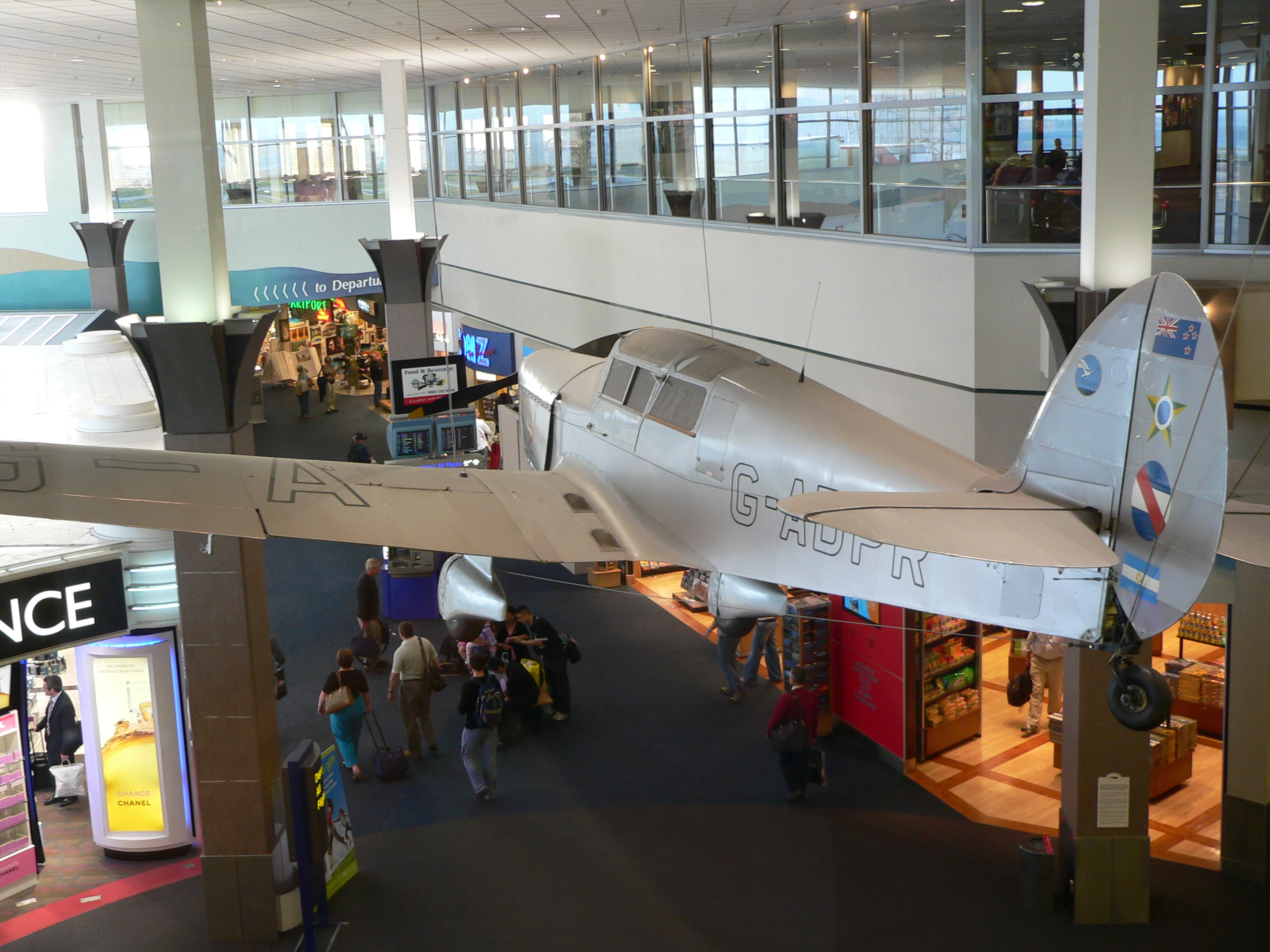
ジーン・バテンのパーシバル・ガル。出発ターミナルに展示してある

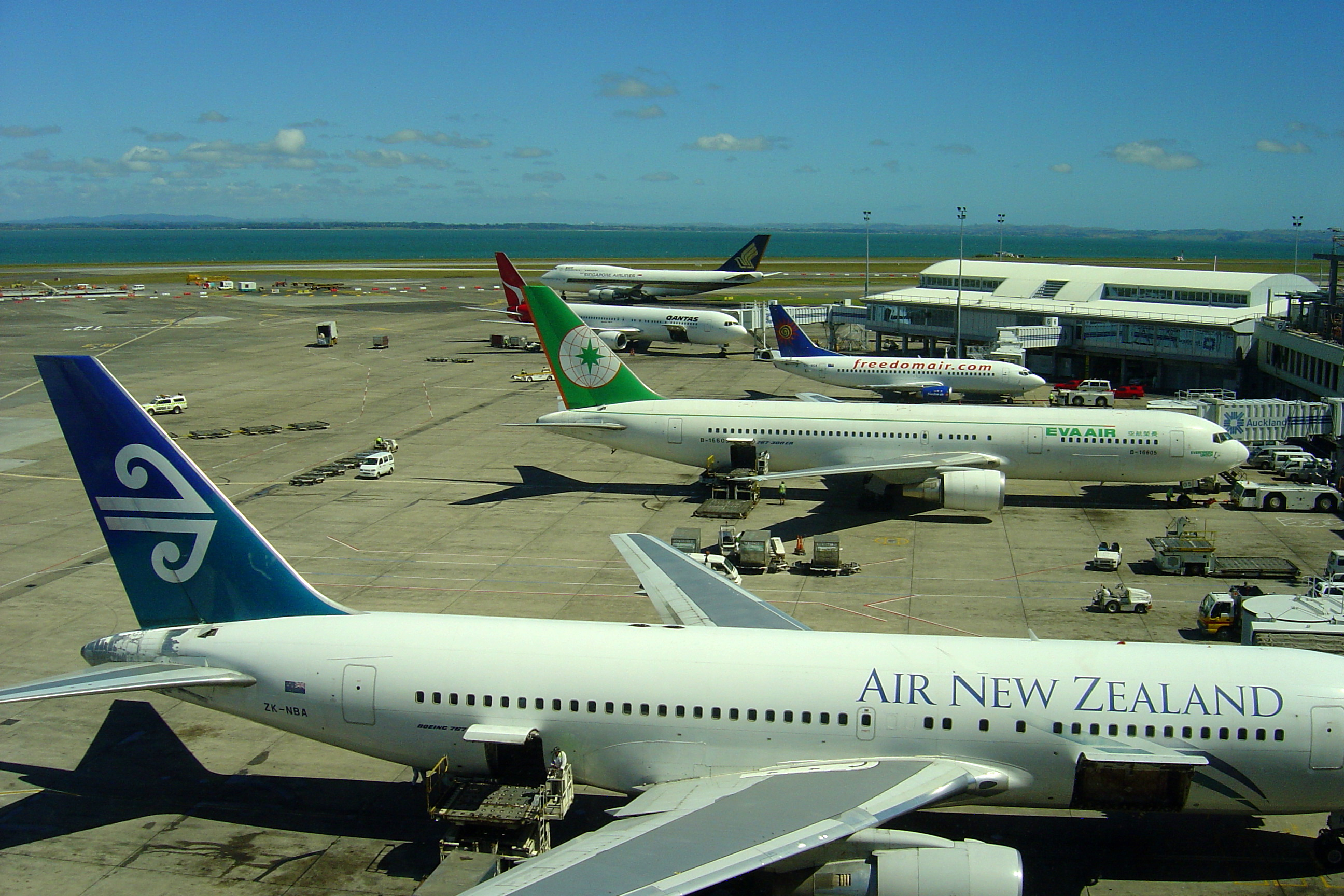
駐機中の航空機

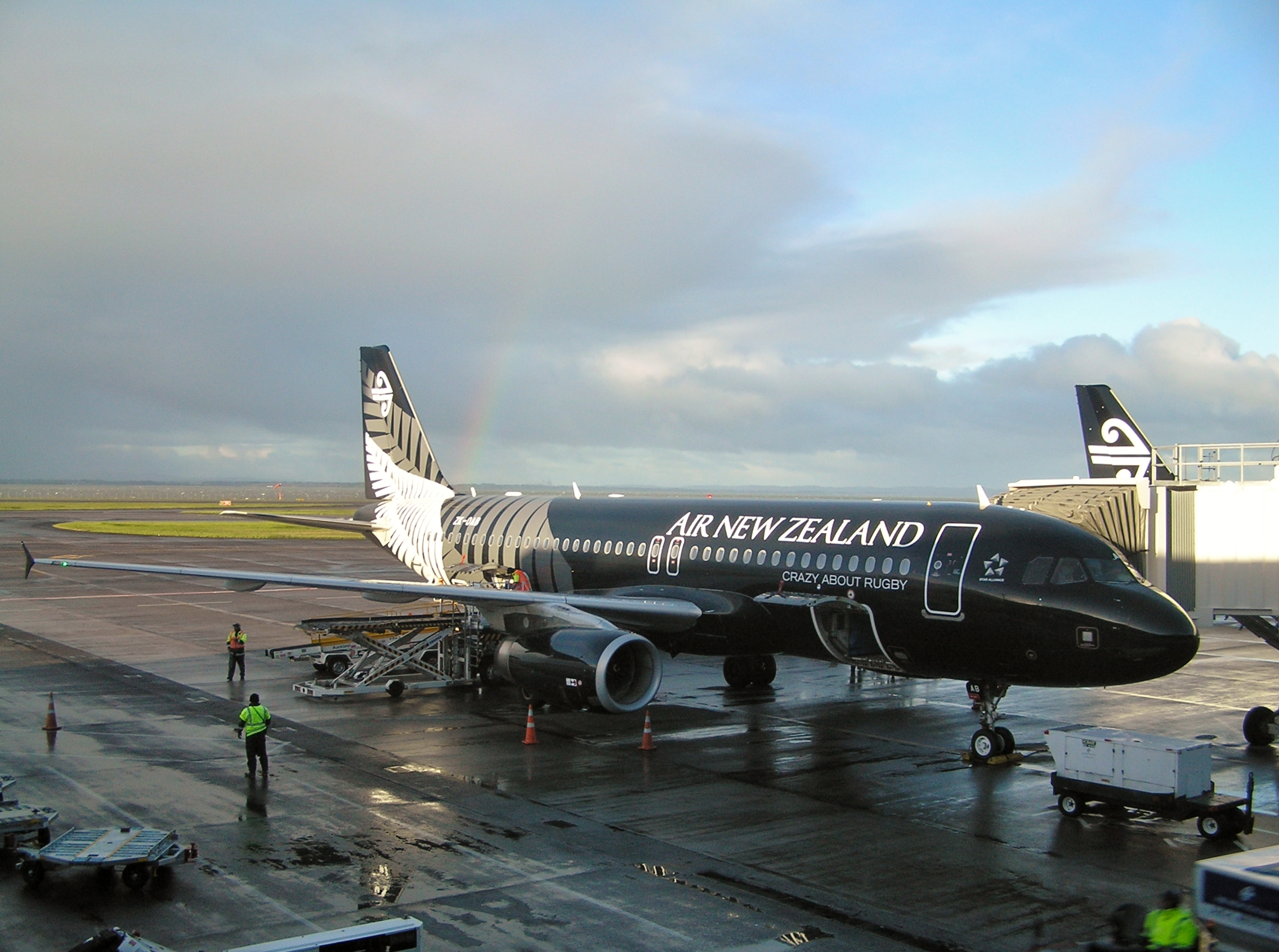
ニュージーランド航空のエアバスA320-232

  - ウェリントン、ワカタネ（英語版）、ワンガヌイ、ギズボーン、パラパラウム（英語版）、ケリケリ、ネーピア、ニュープリマス、パーマストンノース、ロトルア、タウポ、タウランガ、ファンガレイ、カイタイア、フィティアンガ
- 南島
  - クライストチャーチ、ダニーデン、クイーンズタウン、インバーカーギル、ブレナム、ネルソン
- 離島
  - チャタム諸島、グレートバリア島（英語版）

オーストラリア
- オーストラリア : シドニー、アデレード、ブリスベン、ケアンズ、ゴールドコースト、メルボルン、パース、サンシャイン・コースト、ホバート
- ノーフォーク島

ポリネシア
- クック諸島 : アバルア
- ニウエ
- サモア : アピア
- トンガ : ヌクアロファ
- フランス領ポリネシア : パペーテ
- ハワイ : ホノルル

メラネシア
- フィジー : ナンディ
- ニューカレドニア : ヌメア
- バヌアツ : ポートビラ

東アジア
- 日本 : 東京/成田
- 台湾 : 台北/桃園
- 韓国 : ソウル/仁川
- 中国 : 北京/首都、上海/浦東、広州、深圳、杭州、海口
- 香港

東南アジア
- インドネシア : デンパサール
- シンガポール
- マレーシア : クアラルンプール

中東
- アラブ首長国連邦 : ドバイ
- カタール : ドーハ

北アメリカ
- アメリカ合衆国 : サンフランシスコ、ロサンゼルス、ヒューストン、シカゴ、ニューヨーク、ダラス
- カナダ : バンクーバー

南アメリカ
- チリ : サンティアゴ

### 過去に乗り入れていた航空会社
- ヴァージン・オーストラリア
- パシフィック・ブルー
- ヴァージン・サモア
- 日本航空（コードシェア、2012年3月24日まで）
- 四川航空[14]
- 天津航空[15]
- 香港航空
- エバー航空
- フィリピン航空 [16]
- タイ国際航空
- ジェットスター・アジア航空
- ロイヤルブルネイ航空
- エアアジア X[17]
- ガルーダ・インドネシア航空
- アルゼンチン航空

## 空港へのアクセス

### バス
国内線ターミナル及び国際線ターミナルとオークランド中心街を結ぶ「スカイバス」(SkyBus)が毎日24時間運行されている。所要時間は、道路事情にもよるがおおむね片道約40分から60分で、10分～30分間隔でダイヤが編成されている。マウント・イーデン経由とドミニオン経由の2ルートで運航されている。乗車券は、空港内の切符売り場（クレジットカード利用可能）、市内ではホテルやユースホステル、SkyBusラウンジで購入できる。また、乗車時に現金払いも可能である。オンライン予約も可能である。

### タクシー
タクシーで移動することも可能である。また乗合タクシーの「スーパー・シャトル」(Super Shuttle)も利用でき、こちらは複数名での同一の行程である場合、運賃が割安となる。

### レンタカー
空港内にレンタカー会社の窓口が数多くある。